# جرج‌تاون (نیوجرسی)
جرج‌تاون (به انگلیسی: Georgetown) یک منطقهٔ مسکونی در ایالات متحده آمریکا است که در منسفیلد، نیوجرسی واقع شده‌است. جرج‌تاون ۲۸٫۹۶ متر بالاتر از سطح دریا واقع شده‌است.